# آتش‌سوزی بزرگ تننا ۱۶۸۲
آتش‌سوزی بزرگ تننا ۱۶۸۲ (به ژاپنی: 天和の大火 てんなのたいか) آتش‌سوزی بزرگ دوره ادو است که در ۲۵ ژانویه ۱۶۸۳ میلادی رخ داد. آتش‌سوزی در معبد دای انجی در کوماگوم در حوالی ظهر رخ داد و تا حدود ساعت ۵:۰۰ صبح روز بعد گسترش یافت. تعداد کشته شدگان بیش از ۳۵۰۰ نفر تخمین زده می‌شود.